# Oliver James Dickey

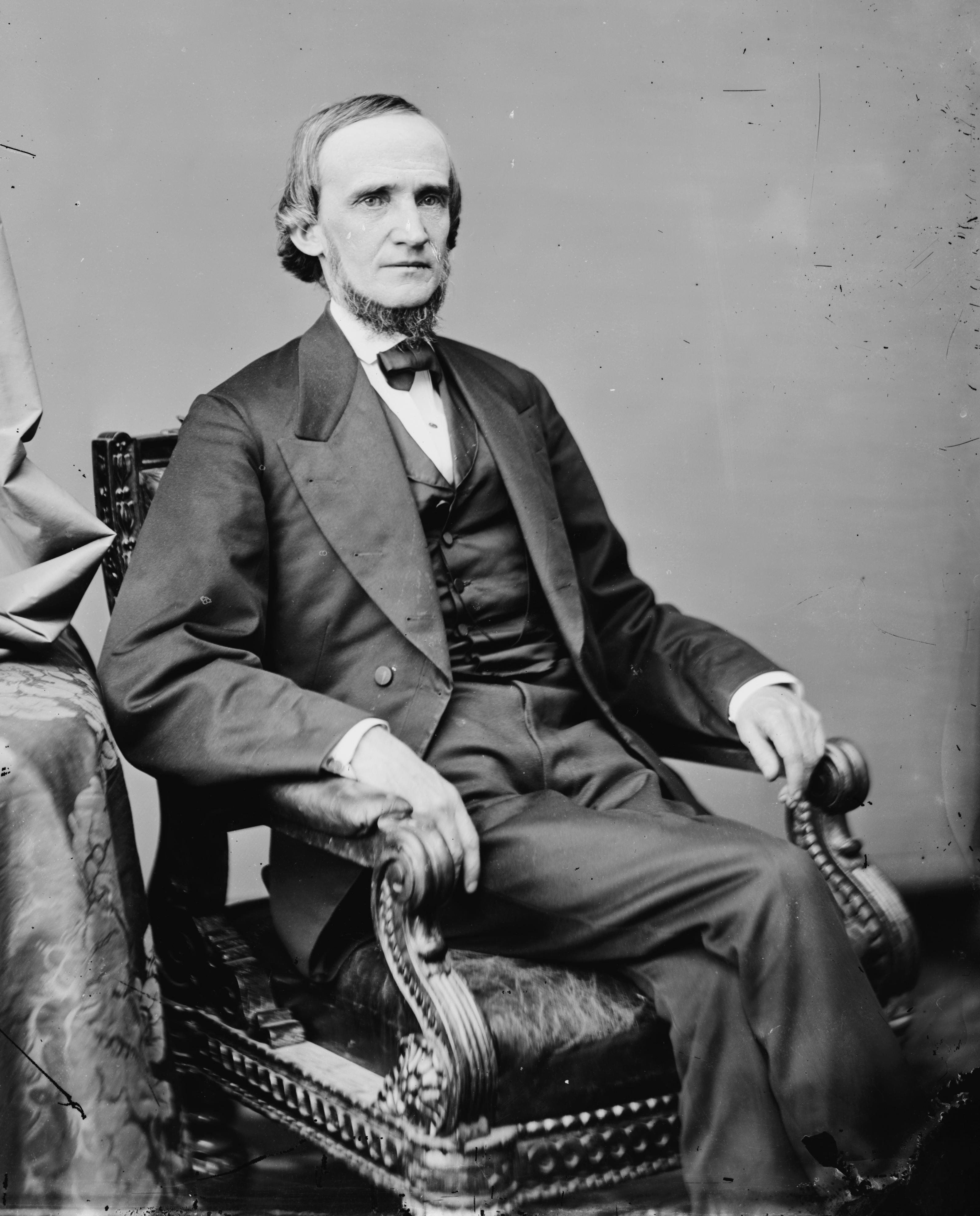
Oliver James Dickey

Oliver James Dickey (* 6. April 1823 in Old Brighton, Beaver County, Pennsylvania; † 21. April 1876 in Lancaster, Pennsylvania) war ein US-amerikanischer Politiker. Zwischen 1868 und 1873 vertrat er den Bundesstaat Pennsylvania im US-Repräsentantenhaus.

## Werdegang
Oliver Dickey war der Sohn des Kongressabgeordneten John Dickey (1794–1853). Er besuchte vorbereitende Schulen, die Beaver Academy und danach das Dickinson College in Carlisle. Nach einem anschließenden Jurastudium und seiner 1844 erfolgten Zulassung als Rechtsanwalt begann er in Lancaster in diesem Beruf zu arbeiten. Zwischen 1856 und 1859 war er Bezirksstaatsanwalt im Lancaster County. Während des Bürgerkrieges war er Oberstleutnant einer Freiwilligeneinheit aus Pennsylvania, die zum Heer der Union gehörte. Politisch schloss er sich der Republikanischen Partei an.
Nach dem Tod des Abgeordneten Thaddeus Stevens wurde Dickey bei der fälligen Nachwahl für den neunten Sitz von Pennsylvania als dessen Nachfolger in das US-Repräsentantenhaus in Washington, D.C. gewählt, wo er am 7. Dezember 1868 sein neues Mandat antrat. Da er auch für die folgenden beiden Legislaturperioden gewählt wurde, konnte er bis zum 3. März 1873 im Kongress verbleiben. Im Jahr 1872 verzichtete er auf eine weitere Kandidatur.
Oliver Dickey nahm 1873 als Delegierter an einem Verfassungskonvent seines Heimatstaates in Harrisburg teil. Ansonsten praktizierte er wieder als Anwalt. Er starb am 22. April 1876 in Lancaster.